# Pedro Régis
Pedro Régis is een gemeente in de Braziliaanse deelstaat Paraíba. De gemeente telt 5.822 inwoners (schatting 2009).